# Tong Wen
Tong Wen, född den 1 februari 1983 i Tianjin, Kina, är en kinesisk judoutövare.
Hon tog OS-guld i damernas tungvikt i samband med de olympiska judotävlingarna 2008 på hemmaplan i Peking.
Hon tog OS-brons i damernas tungvikt i samband med de olympiska judotävlingarna 2012 i London.